# Mikael Sjöberg
Ivar Mikael Sjöberg, född 25 augusti 1967 i Östra Eneby församling i Norrköping, är en svensk ämbetsman och socialdemokratisk politiker med en bakgrund i fackföreningsrörelsen. Sedan november 2020 är han kanslichef på TCO. Sjöberg var generaldirektör för Arbetsförmedlingen från mars 2014 till december 2019.
Han blev statssekreterare 1996, först i Inrikesdepartementet och senare i Finansdepartementet och Socialdepartementet, innan han 2005 utågs till generaldirektör för Arbetslivsinstitutet. När den myndigheten lades ner 2007 blev han i stället generaldirektör för Arbetsmiljöverket. 2014 bytte han jobb igen och blev generaldirektör för Arbetsförmedlingen.
Sjöberg läste den tvååriga fordonslinjen på gymnasiet och började 1985 arbeta på Whirlpool i Norrköping, där han efter en tid blev klubbordförande inom Metallindustriarbetareförbundet. Vid sidan av sitt fackliga engagemang, som utökades till ordförandeposten i LO-sektionen, var han aktiv inom SSU och kommunpolitiken i Norrköpings kommun.
Efter den socialdemokratiska valsegern 1994 kom han till regeringskansliet, dit han rekryterades som politiskt sakkunnig till biträdande arbetsmarknadsminister Leif Blomberg (som bland annat varit förbundsordförande för Metallindustriarbetareförbundet) vid Arbetsmarknadsdepartementet. Han ägnade sig då i huvudsak åt arbetsrättsfrågor. Han gick 1996 vidare till Inrikesdepartementet där han som statssekreterare ägnade sig åt integrations- och mångfaldsfrågor, även där under Leif Blomberg. 1998, efter att Blomberg avlidit, blev Sjöberg statssekreterare vid Finansdepartementet och var därefter 1998–2005 statssekreterare vid Socialdepartementet där hans ansvarsfrågor var hälsa och sjukvård inklusive äldreomsorg och tandvård. 2005 utsågs han av regeringen Persson till generaldirektör för det statliga forskningsinstitutet Arbetslivsinstitutet. Utnämningen fick kritik av SACO och dess ordförande Anna Ekström då Sjöberg saknar forskarbakgrund och även grundläggande högskoleutbildning, vilket SACO inte ansåg var en lämplig bakgrund för att leda ett forskningsinstitut. 2007 lades Arbetslivsinstitutet ner av regeringen Reinfeldt, och mellan 2007 och 2014 var Sjöberg generaldirektör för Arbetsmiljöverket.
Mikael Sjöberg är kusin till den före detta statsministern Göran Persson. Han är gift, har en dotter och en son.